# Данис Зарипов
Данис Зинурович Зарипов (рус. Дани́с Зинну́рович Зари́пов; 26. март 1981, Чељабинск, Совјетски Савез) професионални је руски хокејаш на леду који игра на позицији левог крила.
Тренутно игра за екипу Металурга из Магнитогорска у Континенталној хокејашкој лиги (КХЛ) (од 2013).
Са сениорском репрезентацијом Русије три пута је освајао титуле светског првака, на првенствима 2008, 2009. и 2014. године. Троструки је освајач Купа Гагарина.
Његов млађи брат Марат је такође хокејаш, и тренутно наступа у редовима КХЛ лигаша ХК Сочија.

## Каријера
Играчку каријеру зарипов је започео 1996. године у редовима чељабинског Мечела који се те године такмичио у другом по снази рангу првенства Русије. Након две сезоне у Русији, као 17-огодишњак одлази у Канаду, где током сезоне 1998/99. наступа у Западној хокејашкој лиги, у редовима Свифт Карент Бронкоса. За канадски тим одиграо је укупно 62 утакмице и постигао 23 гола (уз 8 асистенција). Упркос одличној сезони у Канади, одлучује се за повратак у свој матични клуб Мечел који се у то време успео пласирати у Суперлигу Русије. 
Након две просечне сезоне у редовима тима из Чељабинска, Зарипов на почетку сезоне 2001/02. прелази у редове једног од најбољих руских клубова Ак Барса из Казања, у којем ће остати наредних 12 сезона. Током дебитантске сезоне у казањском великану, тада 20-огодишњи Зарипов је остварио доста солидан учинак 9 бодова (3 гола и 6 асистенција) у 41 утакмици. Како је по окончању те сезоне изразио жељу за останком у клубу, дошло је до потписивања новог уговора са екипом из Казања. Већ наредне сезоне одиграо је укупно 53 утакмице и постигао 16 погодака. 
Највећи успех са Ак Барсом остварио је у сезони 2005/06. током које је учинку из регуларног дела сезоне од 39 поена (14 голова и 25 асистенција) придодао и 3 гола и 8 асистенција из плејофа. Те сезоне Ак Барс је освојио титулу првака Русије. Са одличним партијама наставио је и током сезоне 2006/07. чији регуларни део је завршио са чак 62 индексна поена (32 гола и 30 асистенција), што му је донело титулу најбољег стрелца националног шампионата. Током плејофа исте сезоне на свој статистички салдо придодао је још 10 погодака и 7 асистенција у 16 одиграних утакмица (екипа Ак Барса је освојила друго место). 
На инаугуративној сезони Континенталне хокејашке лиге 2008/09. Зарипов је за свој тим одиграо укупно 77 утакмица, и са 40 постигнутих голова и 41 асистенцијом био је један од најзаслужнијих појединаца за први трофеј Гагариновог купа у витринама Ак Барса. Исти успех остварио је и наредне сезоне 2009/10. Током сезоне 2011/12. проглашен је за капитена Ак Барса. 
Након 12 сезона проведених у редовима екипе из Казања, Зарипов у мају 2013. прелази у редове Металурга из Магнитогорска у којем је постављен на место капитена тима. За Ак Барс је укупно одиграо 604 утакмице, уз учинак од 219 голова, 233 асистенције и 452 освојена индексна поена.	
У првој сезони 2013/14. у новом клубу Зарипов је наставио са одличним играма из претходних сезона и са укупно 36 голова и 54 асистенције у 74 одигране утакмице водио је тим Металурга ка трофеју Гагариновог купа (његовог трећег у каријери).

### Репрезентативна каријера
Иако је још 2003. био на ширем списку кандидата за наступ у репрезентацији Русије, Зарипов је у националном тиму заиграо тек на светском првенству 2006. године. Одиграо је солидан турнир, уз два гола и 3 асистенције на 6 утакмица, а селекција Русије је освојила 5. место. Већ на наредном првенству чији је Русија била домаћин 2007. Зарипов је дошао до своје прве репрезентативне медаље, бронзе, којој је допринео са 3 гола и 9 асистенција у 9 утакмица. 
На наредна два светска првенства (СП 2008. и СП 2009) окитио се са две узастопне златне медаље са репрезентацијом Русије. Након повратка у национални тим 2014, а после пропуштених акција репрезентације током 2012. и 2013, на светском првенству које се играло у Минску Зарипов је остварио рекорд у националном дресу и са 3 гола и 10 асистенција у 10 мечева Русију одвео до нове титуле светског првака. Зарипов је на том турниру проглашен за најбољег асистента, а ефикаснији је био једино његов саиграч Виктор Тихонов.
Био је део олимпијске репрезентације Русије на Зимским олимпијским играма 2010. у Ванкуверу, на којима је Русија освојила 6. место. Зарипов је на том олимпијском турниру одиграо 4 утакмице и постигао 2 гола. 
| Година | Тим    | Такм.  | Пласман | УТ | Гол | Асис. | Бод | Пен. |
| ------ | ------ | ------ | ------- | -- | --- | ----- | --- | ---- |
| 2006.  | Русија | СП     | 5.      | 6  | 2   | 3     | 5   | 4    |
| 2007.  | Русија | СП     | 3       | 9  | 3   | 9     | 12  | 6    |
| 2008.  | Русија | СП     |         | 8  | 3   | 4     | 7   | 0    |
| 2009.  | Русија | СП     |         | 2  | 2   | 1     | 3   | 0    |
| 2010.  | Русија | ЗОИ    | 6.      | 4  | 2   | 0     | 2   | 2    |
| 2011.  | Русија | СП     | 4.      | 9  | 1   | 5     | 6   | 0    |
| 2014.  | Русија | СП     |         | 10 | 3   | 10    | 13  | 6    |
| 2015.  | Русија | СП     | 2       | 1  | 1   | 2     | 3   | 0    |
| Укупно | Укупно | Укупно | Укупно  | 49 | 17  | 34    | 51  | 18   |